# No me pregunten como es mi muchacha
«No me pregunten como es mi muchacha» es una canción publicada en Argentina, en el año 1976, como sencillo, por el cantante uruguayo Nazareno. La canción, publicada por el sello discográfico Philips logró estar en las listas de popularidad en el momento de su publicación. Esta canción fue grabada por diversos artistas, como Katunga, Rodrigo Bueno y Chico Trujillo.

## La canción original
La canción original fue escrita por el cantautor uruguayo Ernesto Otto Berro Medina, Nazareno.  Fue publicado como un sencillo de 7 pulgadas por Philips Records en el año 1976 y tuvo como lado B la canción Yo soy el que vuelve. Participaron en las grabaciones de estos sencillos Néstor Rama y Raúl Parentella quienes dirigieron las orquestas con las cuales grabó el lado a y el lado b, respectivamente. Según afirma el cantautor en su Facebook oficial la canción superó los 80 mil discos vendidos.[cita requerida]
La canción fue incluida en el compilado Ruidos en español que fue publicado por Philips Records en el año 1977, junto a otros artistas del sello como Cacho Castaña, Estela Raval y Nino Bravo.La canción fue ubicada como track 1 en el lado A del disco. El compilado fue publicado también en Bolivia  por Industrias Fonoelectricas Lyra y distribuido por Discolandia Dueri & Cia. Ltda. La canción también fue incluida en el compilado De La Música Del Mundo Lo Mejor De Lo Mejor Vol. 6 publicado por Philips Records junto a otras tres canciones. Esta producción fue publicado en Bolivia  por Industrias Fonoelectricas Lyra y distribuido por Discolandia Dueri & Cia. Ltda. En 1981 fue incluida en el compilado Éxitos de Oro que fue publicado por Philips Records  junto a otros artistas del sello como Johnny Tedesco, Sergio Denis y Elio Roca.

## Otras versiones
El grupo argentino de beat y cumbia Katunga grabó esta canción incluyéndola en el álbum El Quinteto Del Año que fue publicado en el año 1977 por RCA en Argentina, Bolivia y Estados Unidos.Al año siguiente el grupo volvió a incluirla en su próxima producción discográfica: Para olvidar las penas. Este álbum fue publicado en Perú en el año 1978 por el sello RCA.
En 1985 la canción fue incluida dentro de un mix por la banda pop Láser para su disco Baila que baila. Esta publicación en formato casete y LP fue publicada en Argentina y en Bolivia. 
En 1989 la canción fue incluida en el álbum subase al 70 de la banda de cumbia Los Cumbia Rock. El disco fue publicado por Polygram en Argentina y por Philips Records en Ecuador.
En 1995 el cantante cordobés de cuarteto, Rodrigo Bueno, incluyó su propia versión para el disco Sabroso que fue publicado por el sello Epic. En 2001 una nueva mezcla de esta canción que se adaptó para un dueto con la banda de cuarteto La Barra, fue incluido en Todos juntos con Rodrigo, el disco póstumo del cantante, que fue publicado por Columbia y Sony Music.
En 1995 también fue grabada por el grupo de cumbia Dynno y la banda misterio para su álbum Vamos Todos A Bailar. Fue publicado por el sello Phonodisc Records.
En 2008 la banda chilena Chico Trujillo incluyó la canción en su disco Plato Único Bailable publicado en el año 2008 por el sello Oveja Negra, siendo nuevamente publicado en los años 2015 y 2022.

## Sencillos
Sencillo Vinilo 7'' 45RPM: No me pregunten como es mi muchacha - Sello: Philips Records - País: Argentina
| Cara A |                                       |                           |          |  |
| N.º    | Título                                | Compositores              | Duración |  |
| 1.     | «No me pregunten como es mi muchacha» | Ernesto Otto Berro Medina | 2:48     |  |

| Cara B |                        |                           |          |  |
| N.º    | Título                 | Compositores              | Duración |  |
| 1.     | «Yo soy el que vuelve» | Ernesto Otto Berro Medina | 2:35     |  |